# Arroyo Yasy
El arroyo Yasy Yvýpe (o Yasú Argentino) es un pequeño curso de agua ubicado en la provincia de Misiones, Argentina perteneciente a la cuenca hidrográfica del río Paraná, en el que desemboca.
El mismo nace al sur del aeropuerto Internacional Puerto Iguazú, en el departamento homónimo. Discurre con un rumbo suroeste primero, para luego tomar un rumbo sur, recibiendo afluentes de poca importancia hasta desaguar en el Paraná al norte de la localidad de Puerto Bossetti. Al llegar al valle formado por el Paraná, este cae abruptamente en el mismo, formando el salto Yasú.
- Datos: Q2894309